# Vernoux-sur-Boutonne
Vernoux-sur-Boutonne es una comuna francesa situada en el departamento de Deux-Sèvres, en la región de Nueva Aquitania.

## Demografía
| 225 | 198 | 158 | 155 | 167 | 174 | 209 |
| Para los censos de 1962 a 1999 la población legal corresponde a la población sin duplicidades (Fuente: INSEE [Consultar]) |     |     |     |     |     |     |